# Trautmann (série télévisée)
Pour les articles homonymes, voir Trautmann.
Trautmann est une série télévisée policière autrichienne diffusée sur l'ÖRF de 2000 à 2008.
Le scénario des épisodes de 90 minutes est écrit par Ernst Hinterberger, le pilote réalisé par Harald Sicheritz et tous les épisodes suivants par Thomas Roth (de).

## Synopsis
Le personnage de Trautmann est à l'origine du rôle le policier viennois Trautmann dans la série télévisée Kaisermühlen Blues. Lorsque cette série prend fin en 1999 après sept ans, la série indépendante Trautmann est faite en tant que série dérivée.
Au cours des épisodes, le commissaire Trautmann résout des cas qui se situent en grande partie dans le milieu de la pègre de Vienne.
La série se déroule dans le 2e arrondissement de Vienne, Leopoldstadt, autour de Karmeliterviertel. Les endroits récurrents sont le café (fictif) du marché sur la Karmeliterplatz, dirigé par Hansi et Mariedl, ainsi que le magasin du boucher chevalin ou la discothèque "Miranda-Bar".
Le café du marché abrite souvent l'alcoolique sans-abri Rudi et Franzi, un réfractaire au travail.

## Personnages
- Trautmann peut être appelé dans la série par Tu et son nom de famille, car il est gêné par son prénom, Polycarpe. Pour lui, le règlement compte moins que l'humanité. Il fume fréquemment des cigarettes roulées et vient au café du marché où il prend des "petits noirs" et du cognac.
- Kurt « King Kong » Brösler et Ignaz « Oncle Nazl » Wessely jouent un rôle important dans presque tous les épisodes. Brösler est un proxénète et directeur général du "Miranda-Bar", qui appartient au patron du monde souterrain Wessely.
- Ferdinand « Ferdl » Grünsteidl est membre du Conseil national, dont le parti n'est jamais mentionné, le pire ennemi de Trautmann. Son épouse Hilde dirige une entreprise de volaille au marché. Ce n’est que dans le dernier épisode qu’il s'avère qu'il est membre d’un parti populiste de droite à la couleur bleue.
- « Fini » Gasser travaille pour le boucher chevalin, où Trautmann prend souvent des sauces au fromage de foie.
- Monika « Moni » Tränkler est la collègue de Trautmanns dans le groupe 4 du 2e commissariat. Elle est forte en sport et aime conduire une moto.
- Karl-Heinz « Burschi » Dolezal appartient également au groupe 4. Il est très colérique. « Burschi » glisse facilement dans la vulgarité et critique souvent Trautmann, mais plus par jalousie. « Burschi » aimerait être avec Moni, mais cela le fait vaciller à plusieurs reprises. Il est également responsable du bureau informatique de "Koat 2".
- Le colonel Brandner et le médecin légiste complètent le personnel d'enquête de la série.

## Distribution
- Wolfgang Böck : Polycarpe Trautmann
- Simon Schwarz : Karl-Heinz « Burschi » Dolezal
- Monica Weinzettl : Monika « Moni » Tränkler
- Wolfram Berger : Colonel Brandner
- Erwin Steinhauer : Ferdinand « Ferdl » Grünsteidl
- Beatrice Frey : Hilde « Puppi »Grünsteidl
- Johannes Silberschneider : « Sandler » Rudi
- Ernst Konarek : Kurt « King Kong » Brösler
- Heinz Petters : Ignaz « Oncle Nazl » Wessely
- Karl Ferdinand Kratzl : Le médecin légiste
- Michael Schottenberg : Franz Mittermüller
- Viktoria Schubert : « Hansi » Horak
- Margarethe Tiesel : « Mariedl » Blauensteiner
- Brigitte Kren : « Fini » Gasser
- Karl Künstler : Franzi
- Florian Scheuba : Horst Werner, président du parti
- Heribert Sasse : Heinz Pock, industriel
- Thomas Bauer : Garde du corps de Wessely
- Markus Gürth : Deuxième garde du corps de Wessely
- Hubert Wolf : Wolfgang, policier

## Liste des épisodes
| Épisode | Titre                             | Première diffusion | Scénario                        | Réalisation      |
| ------- | --------------------------------- | ------------------ | ------------------------------- | ---------------- |
| 1       | Wer heikel ist, bleibt übrig      | 21 décembre 2000   | Ernst Hinterberger              | Harald Sicheritz |
| 2       | Nichts ist so fein gesponnen      | 28 octobre 2001    | Ernst Hinterberger              | Thomas Roth      |
| 3       | Das letzte Hemd hat keine Taschen | 13 octobre 2002    | Ernst Hinterberger              | Thomas Roth      |
| 4       | Lebenslänglich                    | 25 mai 2003        | Thomas Roth, Ernst Hinterberger | Thomas Roth      |
| 5       | Das Spiel ist aus                 | 1er août 2004      | Thomas Roth, Ernst Hinterberger | Thomas Roth      |
| 6       | Alles beim Alten                  | 12 septembre 2004  | Thomas Roth, Ernst Hinterberger | Thomas Roth      |
| 7       | Schwergewicht                     | 21 novembre 2004   | Thomas Roth, Ernst Hinterberger | Thomas Roth      |
| 8       | 71 Tage                           | 12 décembre 2004   | Thomas Roth, Ernst Hinterberger | Thomas Roth      |
| 9       | Bumerang                          | 14 novembre 2006   | Ernst Hinterberger, Thomas Roth | Thomas Roth      |
| 10      | Die Hanno-Herz-Story              | 2 novembre 2008    | Thomas Roth, Ernst Hinterberger | Thomas Roth      |

## Source de la traduction
- (de) Cet article est partiellement ou en totalité issu de l’article de Wikipédia en allemand intitulé « Trautmann (Fernsehreihe) » (voir la liste des auteurs).